# مارك ليفين
مارك ليفين (بالإنجليزية: Mark Levin)‏ (ولد 21 سبتمبر 1957) هو مخرج وكاتب سيناريو أمريكي . و لقد اشتهر بأخراجه الفيلم الرومانسى الكوميدي ليتل مانهاتن .

## أفلامه

### كمخرج
| العمل        | العام |
| ------------ | ----- |
| ليتل مانهاتن | 2005  |
| جزيرة نيم    | 2008  |

### ككاتب سيناريو
| العمل               | العام |
| ------------------- | ----- |
| Madeline            | 1998  |
| بطولة ويمبلدون      | 2004  |
| جزيرة نيم           | 2008  |
| رحلة إلى مركز الأرض | 2008  |

## وصلات خارجية
- مارك ليفين على موقع IMDb (الإنجليزية)
- مارك ليفين على موقع روتن توميتوز (الإنجليزية)
- مارك ليفين على موقع ألو سيني (الفرنسية)
- مارك ليفين على موقع أول موفي (الإنجليزية)
- مارك ليفين على موقع قاعدة بيانات الأفلام السويدية (السويدية)
- مارك ليفين على موقع قاعدة بيانات الفيلم (الإنجليزية)
- مارك ليفين على موقع كينوبويسك (الروسية)

- صفحته على imdb
- صفحته على موقع الطماطم الفاسدة